# Timálka skvrnitá
Timálka skvrnitá (Elachura formosa) je asijský zpěvný pták, jediný zástupce čeledi Elachuridae a rodu Elachura.

## Systematika
Za popisnou autoritu timálky skvrnité je pokládán britský voják a přírodovědec Arthur Hay alias vikomt Walden, jenž roku 1874 ptáka popsal pod jménem Troglodytes formosus. Současné rodové jméno Elachura určil anglický přírodovědec Eugene W. Oates roku 1889. Timálka skvrnitá byla dlouhodobě řazena do rodu Spelaeornis v rámci timáliovitých (Timaliidae), molekulárně-fylogenetická studie z roku 2014 (Alström & kol.) nicméně prokázala, že tento pták představuje jednu z reliktních linii passeridních zpěvných bez žijících blízkých příbuzných, a proto pro něj vytyčila samostatnou čeleď Elachuridae. Pravým timáliovitým jsou navíc timálky z čeledi Elachuridae jen vzdáleně příbuzné, řazené do příbuzenstva nadčeledí Muscicapoidea, Certhioidea a Bombycilloidea.

## Popis
Timálka skvrnitá dosahuje velikosti asi 10 cm. Tělo je vejčitého tvaru, hlava velká, s tenkým a rovným zobákem, krk krátký a tlustý. Křídla jsou extrémně krátká a na konci zaoblená, rovněž ocas je jen krátký. Zbarvení hlavy a svrchních částí těla je matně hnědošedé, s drobnými světlými skvrnkami. Spodní partie jsou pískové, opět zdobené výrazným světlým skvrněním i tmavšími znaky. Svrchní stranu křídel a ocasu zdobí úzké černohnědé proužky na rezavě hnědém podkladu. Neobjevuje se výrazný pohlavní dimorfismus.

## Ekologie a chování
Timálka skvrnitá představuje ptáka orientální oblasti, s areálem výskytu táhnoucím se od Himálaje po jihovýchodní Čínu a střední Vietnam. O chování tohoto druhu je známo jen mizivé množství informací. Přirozené prostředí timálek představují stálezelené mírné a subtropické lesy s hustým podrostem (tvořeným např. kapraďorosty či rododendrony). Timálky tolerují široké rozpětí nadmořské výšky, na Indickém subkontinentu žijí od 300 do 2400 metrů nad mořem. Živí se hmyzožravě a hnízdí od dubna do května.

## Ohrožení
Mezinárodní svaz ochrany přírody (IUCN) pokládá timálku skvrnitou za málo dotčený druh.